# 남원군 을
남원군 을은 대한민국의 옛 국회의원 선거구이다. 당시 전라북도 남원군의 일부 지역을 관할했다.

## 역사
제4대 국회의원 선거를 앞두고 남원군 선거구가 갑, 을로 분리되면서 신설되었다. 신설 당시 남원군 주천면, 산내면, 동면, 아영면, 운봉면, 이백면, 산동면, 보절면, 덕과면, 이매면, 수지면 지역을 관할했다.
제6대 국회의원 선거를 앞두고 남원군 갑, 을 선거구가 통합되어 남원군 단독 선거구를 이루게 되면서 폐지되었다.

## 역대 국회의원
| 선거   | 정당 | 정당   | 의원   |
| ------ | ---- | ------ | ------ |
| 1958년 |      | 자유당 | 안균섭 |
| 1960년 |      | 민주당 | 윤정구 |

## 역대 선거 결과

### 대한민국 제4대 국회의원 선거
|  | 43.43% |

|  | 29.28% |

|  | 19.25% |

|  | 8.01% |

### 대한민국 제5대 국회의원 선거
|  | 31.65% |

|  | 22.60% |

|  | 20.77% |

|  | 19.24% |

|  | 5.72% |